# 土屋炎伽
土屋 炎伽（つちや ほのか、1992年〈平成4年〉8月26日 - ）は、日本のタレント、チアリーダー。2023年までティースタイルマネージメントに所属。2019ミス・ジャパンのグランプリ。東京都出身。

## 略歴
関東国際高等学校、明治大学国際日本学部卒業。大学入学前に東日本大震災が発生し、授業自体も延期を余儀なくされる。そんな状況下で友人と東京六大学野球を観戦したのをきっかけに、明治大学応援団バトン・チアリーディング部「JESTERS」に所属し、チアリーダーとして活躍した。
2015年4月、富士通に入社。社員として働く傍ら、富士通チアリーダー部「フロンティアレッツ」のメンバーとして活動。富士通フロンティアーズ（富士通アメリカンフットボール部）・富士通レッドウェーブ（富士通女子バスケットボール部）・川崎フロンターレに関する応援とパフォーマンス活動を行う。
2019年6月に行われた第1回ミス・ジャパン東京大会に出場、日本大会の東京代表に選出。同年9月に同大会日本大会にて初代グランプリを受賞。
勤めていた企業を2020年3月で退社し、4月より芸能活動を開始。芸能活動と並行し、Xリーグ2部・ブルーサンダースのチアリーダーとして活動している。
2024年1月1日、所属事務所のティースタイルマネージメントを退所したことを発表した。

## 人物
- 2歳下の妹・土屋太鳳（女優）と4歳下の弟・土屋神葉（俳優・声優）がいる。妹とは2020年の『24時間テレビ』で共演[9]、弟とは2020年のイベントで共演[10]。2023年にWOWOWプライムのアクターズ・ショート・フィルム3では姉弟揃って共演している。妹の夫でGENERATIONS from EXILE TRIBEの片寄涼太は義弟にあたる。親戚にはバリトン歌手の土屋広次郎がいる[11]。
- 日本舞踊の名取であり[12]、アスリートフードマイスター3級・インナービューティーダイエットアドバイザー・インナービューティー美腸マイスター・NESTAダイエット＆ビューティースペシャリストの資格を持つ[13]。
- 母方の祖父が松山赤十字病院の院長を務めていた縁もあり、「ミス・ジャパン日本大会」の会場で募った募金を同社に寄付した[14][15]。
- プライベートでは富士通レッドウェーブ（→WNBA・ワシントン・ミスティクス）の選手・町田瑠唯と親交が深い[16]。

## 出演

### 舞台
- 舞台FOCUS『イッツショータイム!!』（2021年8月21日 - 22日、日経ホール / 10月30日 - 31日、COOL JAPAN PARK OSAKA TTホール）
- 舞台FOCUS『アップデート』（2022年9月17日 - 18日、銀座ブロッサム / 11月18日 - 19日、COOL JAPAN PARK OSAKA TTホール）[17]
- 朗読劇『ぼうけんの星』（2025年11月8日・9日〈予定〉、九州大学医学部 百年講堂）[18]

### CM
- Apaman Network アパマンショップ
  - 「理想のお部屋 姉妹」篇（2023年12月 - ） - 妹・太鳳と共演[19]
  - 「福岡県店舗数No1! 物件数ばさらか!」篇（2024年11月 - ） - 妹・太鳳と共演[20]
  - 「賃貸管理の新政策」篇（2024年7月 - ） - 船越英一郎と共演[21]
  - 「満室べあ～」篇（2025年7月 - ） - 船越英一郎らと共演[22]